# 인조고기
인조고기는 콩깻묵으로 만든 조선민주주의인민공화국의 식재료이다. 지역과 계층을 넘어 큰 인기를 끄는 대표적인 먹거리로, 옅은 갈색을 띠며 너비는 손가락 길이 정도이고 두께가 얇다. 둥글게 말아 장마당에서 팔며 칼로리는 낮지만 섬유질과 단백질은 풍부한 것으로 알려져 있다.
대한민국에서도 북한이탈주민이 운영하는 식당 가운데 인조고기를 제공하는 곳이 있다.

## 역사
조선민주주의인민공화국에서는 1995년부터 1999년까지 고난의 행군 시기에, 극심했던 식량난 속에서 고기를 섭취하기 어려웠던 주민들이 만들어 먹기 시작했다. 이 시기 주민들에게 중요한 단백질 공급원이었다.

## 제조
콩깻묵을 롤러로 얇게 밀어 건조시켜 만든다.

## 요리
인조고기밥은 한 뼘 정도 크기로 자른 인조고기를 삶아서 안에 밥을 넣고 고춧가루 등으로 매콤달콤하게 양념한 음식으로, 조선민주주의인민공화국에서 인기 있는 길거리 음식이다.인조고기를 기름에 볶거나 양념에 무쳐 먹기도 한다.

## 같이 보기
- 어묵
- 유부
- 콩고기